# Франктон (Индијана)
Франктон (енгл. Frankton) град је у америчкој савезној држави Индијана.

## Демографија
По попису из 2010. године број становника је 1.862, што је 43 (-2,3%) становника мање него 2000. године.
| Група             | 2000.         | 2010.         |
| Белци             | 1.856 (97,4%) | 1.791 (96,2%) |
| Афроамериканци    | 1 (0,1%)      | 7 (0,4%)      |
| Азијати           | 6 (0,3%)      | 2 (0,1%)      |
| Хиспаноамериканци | 31 (1,6%)     | 41 (2,2%)     |
| Укупно            | 1.905         | 1.862         |